# Anna Josepha King
Anna Josepha King, född 1765, död 1844, var en australisk guvernörsfru, gift med Philip Gidley King, guvernör 1800-1806. 
Hennes föräldrar är okända, men hon var kusin till Philip Gidley King, som hon gifte sig med 1791. Hon följde honom sedan till hans kommendering på Norfolk Island i Australien, där de tillbringade fyra år. Under denna tid blev hon också fostermor åt makens två illegitima söner från tiden före hans äktenskap. 1796 återvände paret till England. 
Anna Josepha King följde maken till Sydney i Australien där han var guvernör 1800-1806. Hon ska ha haft ett visst inflytande, och kallades därför Queen Josepha. Anna Josepha beskrivs som lång, mörk, livlig och snäll. Under makens regeringstid engagerade hon sig bland annat åt de vanvårdade och föräldralösa barnen i Sydney, och grundade ett barnhem för flickor, Mrs King's Orphanage. 
Maken avslutade sin tid som guvernör 1806 och paret reste året därefter till England, där hon blev änka ett år senare. Hon tillbringade 24 år i England innan hon slutligen bosatte sig hos sin dotter i Paramatta i Australien 1832, där hon avled.